# Tratado de Arras (1435)

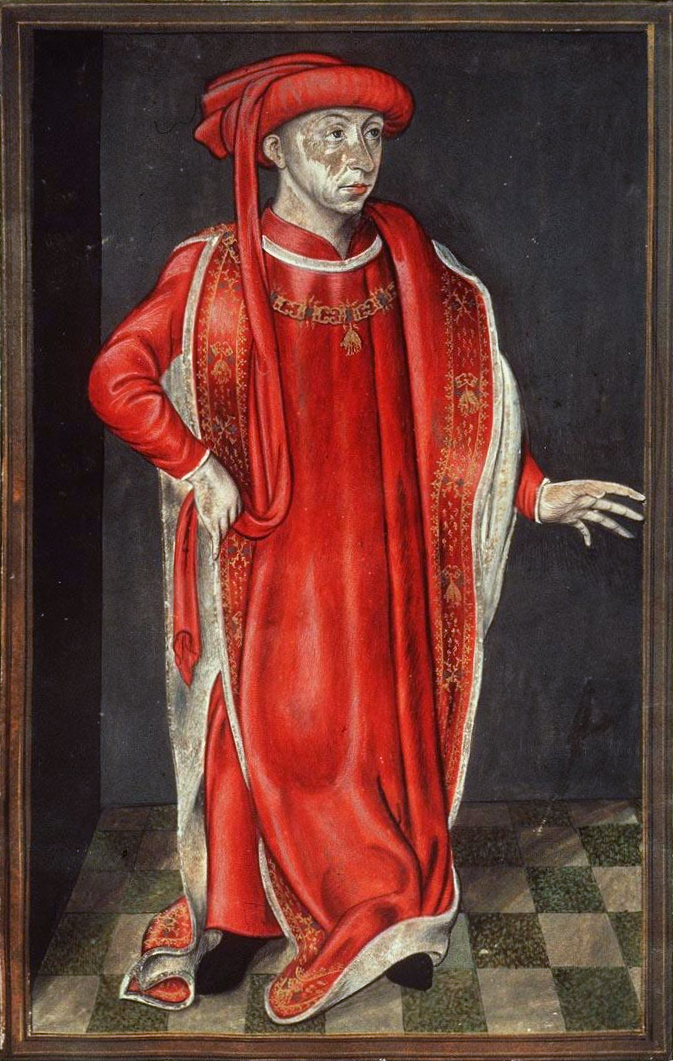
Filipe, o Bom, mudou de lado no Congresso de Arras, isolando ainda mais os ingleses.
Iluminura de 1561, atualmente na Koninklijke Bibliotheek, em Haia.

O Tratado de Arras, ou, na sua forma portuguesa, de Arrás, foi um tratado firmado entre a França, o Ducado da Borgonha e a Inglaterra em 1435, na cidade francesa de Arras, durante o que se chamou de Congresso de Arras (ou de Arrás). No final da Guerra dos Cem Anos, tanto o congresso quanto o tratado representaram fracassos para os ingleses e grandes vitórias para a França.

## Congresso
Os negociadores ingleses entraram no congresso acreditando que era uma simples negociação de paz entre seu país e a França. Eles propuseram uma trégua estendida e um casamento entre o adolescente Henrique VI da Inglaterra e a filha do rei da França Carlos VII. Os ingleses não queriam abrir mão de sua reivindicação à coroa da França e esta posição acabou por impedir qualquer negociação significativa. A delegação inglesa acabou por deixar o congresso no meio da sessão para atacar uma incursão feita pelos capitães franceses Xaintrailles e La Hire.

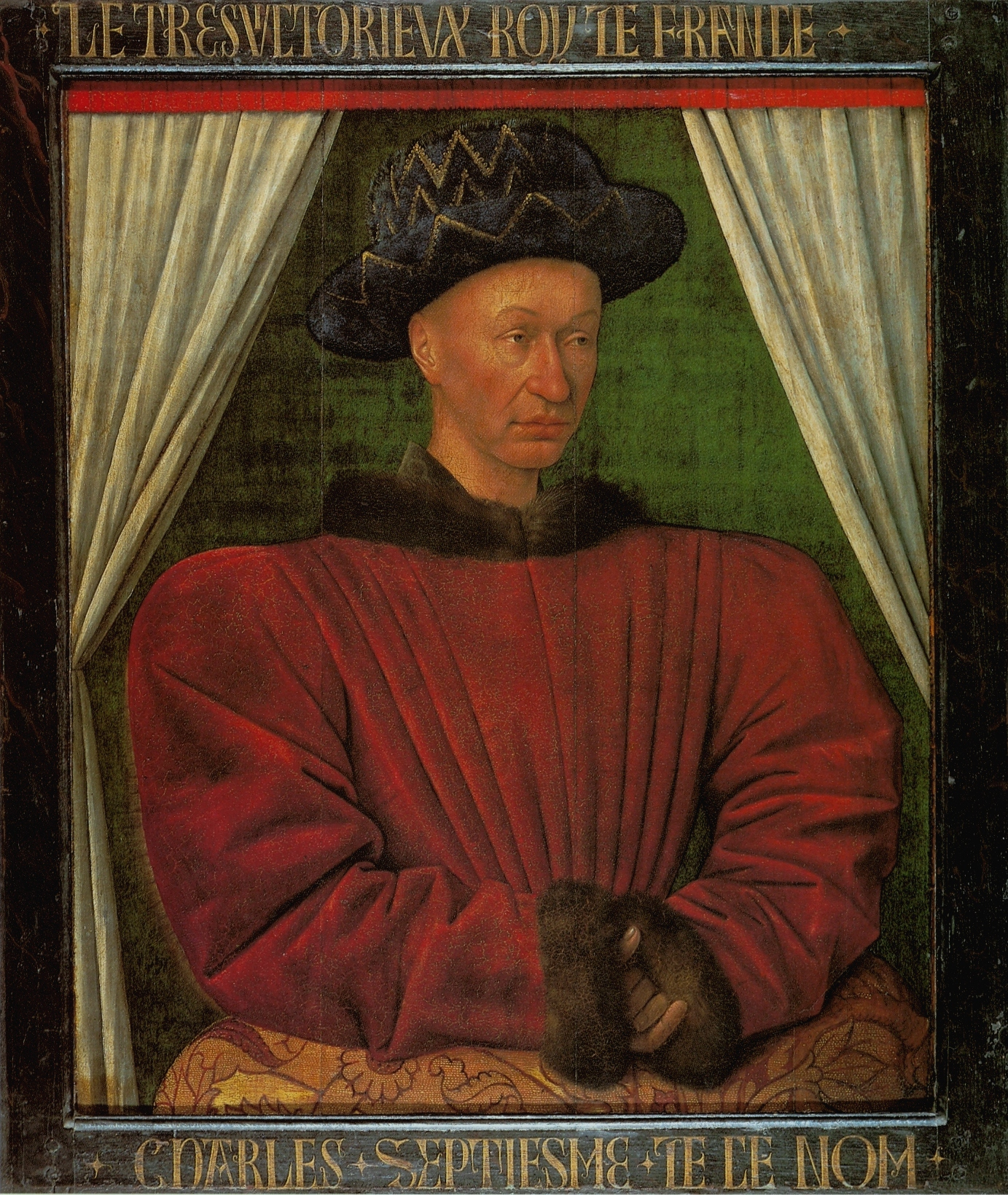
Carlos VII, o grande vencedor em Arras.
Por Jean Fouquet (1444-1451), atualmente no Museu do Louvre, em Paris.

Enquanto isso a delegação francesa e as principais lideranças do clero urgiam Filipe, o Bom, da Borgonha a se reconciliar com Carlos VII. A Borgonha era um apanágio na época, virtualmente um estado independente, e tinha se aliado à Inglaterra desde o assassinato do pai de Filipe em 1419, no qual Carlos VII foi, pelo menos, cúmplice. A delegação inglesa retornou e descobriu que seu aliado tinha trocado de lado. Além disso, o regente inglês, João, Duque de Bedford, tinha morrido em 14 de setembro de 1435, uma semana antes do final do congresso.

## Tratado de Arras
O congresso resultou no Tratado de Arras, que foi assinado em 1435 e se tornou um importante feito diplomático para a França nos anos finais da Guerra dos cem anos. De maneira geral, ele resolveu um rixa de longa data entre o rei francês e o duque Filipe da Borgonha. Ele reconheceu Carlos como rei da França e, em troca, Filipe foi isento de prestar homenagem à Coroa e Carlos concordou em punir os assassinos do pai de Filipe, João da Borgonha. Ao quebrar a aliança entre a Borgonha e a Inglaterra, Carlos VII consolidou sua posição como monarca da França contra a reivindicação rival de Henrique VI. A distinção política entre os armagnacs e os burgúndios deixou de ser importante daí para frente. A França, que já tinha a Escócia como aliada, se fortaleceu e conseguiu isolar a Inglaterra, provocando um contínuo declínio da ocupação inglesa na França (e, eventualmente, o fim da Guerra dos cem anos).
O sucesso do congresso foi ainda facilitado pelos representantes do Papa Eugênio IV e do Concílio de Basileia, que discutiam entre si na época, auge do conciliarismo. Membros de ambas as delegações escreveram opiniões legais absolvendo o duque Filipe de suas obrigações com a Inglaterra.